# Casa al carrer Sant Sebastià, 26 (Valls)
La Casa al carrer Sant Sebastià, 26 és una obra de Valls (Alt Camp) protegida com a Bé Cultural d'Interès Local.

## Descripció
Edifici situat en el carrer Sant Sebastià. Es tracta d'una construcció entre mitgeres, de planta estreta i allargada, característica que es reflecteix en la façana. La fesomia és fruit de reformes contemporànies que impedeixen veure les característiques originàries. Sols presenta tres obertures, portal d'accés allindanat i una finestra a cada pis. Destaca, en el ràfec, la presència d'una corriola metàl·lica.